# Helichus collarti
Helichus collarti is een keversoort uit de familie ruighaarkevers (Dryopidae). De wetenschappelijke naam van de soort werd in 1945 gepubliceerd door Joseph Delève.